# حاجی‌آباد (براآن شمالی)
حاجی‌آباد روستایی در دهستان براآن شمالی بخش مرکزی شهرستان اصفهان استان اصفهان ایران است.

## جمعیت
بر پایه سرشماری عمومی نفوس و مسکن در سال ۱۳۹۵ جمعیت این روستا ۲۵۵ نفر (۷۷خانوار) بوده‌است.